# クインシー・ホール
クインシー・ホール（Quincy Hall, 1998年7月31日 - ）は、アメリカ合衆国ミズーリ州カンザスシティ出身の短距離走選手。2024年パリオリンピック400m金メダリスト。

## 経歴
サウスカロライナ大学では2019年、NCAA陸上競技選手権大会の400mハードルで優勝した。
2023年、全米陸上競技選手権大会の400m決勝で自己ベストを更新する44秒41を記録し、3位だった。世界陸上競技選手権大会では400m決勝で自己ベストをさらに更新する44秒37を記録し、銅メダルを獲得した。また、4×400mリレーでは金メダルを獲得した。
2024年のパリオリンピックでは400m決勝で自己ベストかつ世界歴代5位となる43秒40を記録し、金メダルを獲得した。

## 人物
首筋にひらがなの「あ」というタトゥーを入れている。